# Alionematichthys samoaensis
Alionematichthys samoaensis är en fiskart som beskrevs av Møller och Werner Schwarzhans 2008. Alionematichthys samoaensis ingår i släktet Alionematichthys och familjen Bythitidae. Inga underarter finns listade i Catalogue of Life.